# B.A.D.
B.A.D.とは、ジャニーズJr.や関西ジャニーズJr.のメンバーで構成されたユニットである。ユニット名は「Beautiful American Dream」の略。
『Wink up』では1998年に登場。2014年にジャニーズWESTが結成され、事実上の活動終了。

## メンバー
『Wink up』1998年2月号発売時
- 二宮和也、相葉雅紀

2000年『ジャニーズJr.名鑑 ジャニーズジュニア名鑑 2000 SUMMER VOL.8』刊行時
- 田口淳之介、赤西仁、ジミーMackey

『Myojo』2001年6月号発売時
- 藤ヶ谷太輔、宮城俊太、加藤成亮、五関晃一、福田悠太、小山慶一郎、武内幸太朗

『POTATO』2001年11月号発売時
- 小山慶一郎、五関晃一、藤ヶ谷太輔、武内幸太朗

『duet』2004年6月号発売時
- 中間淳太、桐山照史、丸山紘史

『Wink up』2004年11月号発売時
- 中間淳太、桐山照史、伊藤政氏、室龍規

『Wink up』2005年2月号発売時
- 中間淳太、桐山照史、伊藤政氏、室龍太

2006年12月『ファーストWinterコンサート2006』開催時
- 中間淳太、桐山照史

## オリジナル曲
JASRAC公式サイトの「作品データベース検索サービス」で、アーティスト名に「B.A.D.」を含む楽曲の検索結果をもとに記述。
- Magnetic[11]（作詞・作曲：清水昭男） - JASRAC作品コード：134-1057-1
- コ・ワ・レ・ソ・ウ（作詞：滝本順市・小間浩子、作曲：宮﨑歩） - JASRAC作品コード：144-5463-7
- 止まらない想い（作詞・作曲：宮﨑歩） - JASRAC作品コード：126-6086-8
- イセイジン（作詞：久保田洋司、作曲：前嶋康明） - JASRAC作品コード：126-6087-6
- アイシテル（作詞：近藤ナツコ、作曲：成海カズト） - JASRAC作品コード：153-0544-9
- アメフリ→レインボウ（作詞：velvetronica、作曲：大智） - JASRAC作品コード：160-3767-7
- 桜道（作詞・作曲：荒木佑介） - JASRAC作品コード：153-0597-0
- V.I.P.（作詞：KOMU、作曲：磯崎健史） - JASRAC作品コード：165-3998-2
- Moments[12][注 3]（作詞：日比野裕史、LEONN、作曲：日比野裕史）- JASRAC作品コード：153-1034-5

## 出演

### コンサート
- ファーストWinterコンサート2006（2006年12月16日 - 25日、大阪松竹座）[10]
- 関西ジャニーズJr. 大阪城ホール FIRST CONCERT2007（2007年5月6日、大阪城ホール）[13]
- 関西ジャニーズJr. 大阪松竹座 2007（2007年8月6日 - 23日、大阪松竹座）[14]
- JOHNNYS'Jr. Hey Say 07 in YOKOHAMA ARENA（2007年9月23日 - 24日、横浜アリーナ）[15]
- 関西Johnny'sJr. Xmas in 松竹座おめでとうin城ホール 前夜祭（2007年12月24日 - 25日、大阪松竹座）[16][17]
- 関西ジャニーズJr. おめでとう in 城ホール（2008年1月3日、大阪城ホール）[18]
- 関西ジャニーズJr. @大阪松竹座 公演 2008夏（2008年8月19日 - 28日、大阪松竹座）[19]
- バッテリー・ごくせん大阪凱旋コンサート（2008年9月1日 - 2日、梅田芸術劇場）[20]
- 関西Jr.ユニットコンサート in大阪松竹座 2008（2008年12月4日 - 6日、大阪松竹座）[11][21]
- 内博貴 年末年始 Rockな仲間たち大集合!（2008年12月19日 - 21日、横浜アリーナ / 2009年1月2日 - 4日、大阪城ホール）[22][23]
- 関西ジャニーズJr.'08 Merry X'mas Concert（2008年12月23日 - 26日、梅田芸術劇場）[24]
- 関西ジャニーズJr. UME（ユメ）コン2009（2009年6月18日 - 20日、梅田芸術劇場）[25]
- 関西ジャニーズJr. X'マスやで!全員集合!（2009年12月8日 - 14日、大阪松竹座）[26]
- 春休み all関西ジャニーズJr. with中山優馬 in 大阪城ホール（2010年3月28日・29日、大阪城ホール）[27]
- 年末ヤング東西歌合戦!東西Jr.選抜大集合2010!A.B.C-Z+ジャニーズJr.選抜 VS 中山優馬+関西Jr.選抜（2010年11月26日・27日、NHKホール）桐山[28]
- 関西ジャニーズJr. X'Masコンサート2010 「B.B.Vコンサート」（2010年12月4日 - 25日、大阪松竹座）[29]
- 関西ジャニーズJr. あけましておめでとうコンサート 2011（2011年1月2日・3日、大阪城ホール）[30]
- 関西ジャニーズJr. with 中山優馬 2011 春（2011年3月5日 - 5月29日）[31]
- 関西ジャニーズJr. X'Masコンサート2011 B.A.D. / 濱田崇裕with Veteranコンサート（2011年12月5日 - 25日、大阪松竹座）[32]
- 関西ジャニーズJr. 春休みスペシャルコンサート2012（2012年3月24日 - 4月5日、大阪松竹座）[33]
- 中山優馬 with 関西ジャニーズJr.（2012年11月23日、オリックス劇場）[34]
- 関西ジャニーズJr．X’masコンサート2012（2012年12月2日 - 25日、大阪松竹座）[35]
- 関西ジャニーズJr. 春休みスペシャルコンサート 2013（2013年3月5日 - 27日、大阪松竹座）[36]
- 関西ジャニーズJr.初全国ツアー2013（2013年4月14日 - 7月7日、NHKホール 他）[37]
- 関西ジャニーズJr．X’masコンサート2013（2013年12月1日 - 25日、大阪松竹座）[38]

### 舞台
- 関ジャニ∞ サマースペシャル 2006『Another's "ANOTHER"』（2006年8月3日 - 27日、大阪松竹座）[39][40]
- サマーなら歌って踊けて JohnnYs SUMMARY 2008（2008年8月2日 - 10日[41]、Johnnys Theater）[42]
- Tough Weeds 光の射す方へ…AND SHOW TIME（2009年8月2日 - 27日、大阪松竹座）[43]
- 少年たち 格子無き牢獄（2010年8月3日 - 28日、大阪松竹座）[44]
- 少年たち 格子無き牢獄（2011年8月3日 - 27日、大阪松竹座[45] / 2011年9月5日 - 29日、日生劇場[46]）
- 少年たち 格子無き牢獄（2012年8月4日 - 27日、大阪松竹座）[47]
- 少年たち Jail in the Sky（2012年9月4日 - 26日、日生劇場）関西ジャニーズJr.として[48]
- ANOTHER（2013年8月3日  - 27日、大阪松竹座[49][50] / 9月4日 - 28日、日生劇場[51]）

### ラジオ
- 関西ジャニーズJr.もぎたて関ジュース（2007年4月 - 、ラジオ関西）[1]